# Bale Baroh Bluek
Bale Baroh Bluek is een bestuurslaag in het regentschap Pidie van de provincie Atjeh, Indonesië. Bale Baroh Bluek telt 517 inwoners (volkstelling 2010).